# ميرا باي
ميرا، المعروفة أيضًا باسم «ميرا باي»، «ميرة باي» أو «وسيبا ميرا باي»
 الصُّوفيَّة، الهندوسيّة، الشَّاعرة العاشقة لـ: «لورد كريشنا». عاشت في القرن السّادسَ عَشَرَ؛ وتُعْتَبرُ قدّيسة «بهاكتي»؛ ولا سيَّما في تقاليد الهند الشماليّة الهندوسيّة.
نَشَأَتْ ميرا باي في راجبوت، لواحدةٍ من العوائل المالكة، من كودكي بمدينة بالي، راجستان في الهند.
هي المذكورة في أدبيّات قصائد «بهاكتمال»؛ مع التّأكيد على أنّها كانت معروفة على نطاق واسع؛ وأنّها قد عزّزتْ وأغنتْ «حركة بهاكتي» الثّقافية في حقبة 1600م. وأنّها كانت شديدة الإخلاص لـ: «لورد كريشنا»، إلى حدّ اعتبارها «كريشنا» زوجًا لها.
تعرّضتْ للاضطهاد من قبل عائلة زوجها؛ بسبب إخلاصها العِرفانيّ. حتّى غدت موضوع الكثير من الحكايات الشّعبيّة والسِّيَر العجابئيّة المتّصلة بحياة القدّيسين على الأرض. على الرَّغم من كونها تتعارض أو تختلف فيما بينها على نطاق واسع في التّفاصيل.

## وِلادَتُها
وُلِدَتْ ميرا باي (Meera Bai) سنة 1498م في كوداي – الهند وتلاشَتْ سنة 1547م في ديواركا.

## سيرَتُها ونَشْأتُها
شاعرةٌ صوفيّةٌ هنِدْوسيّةٌ، عَزّزتْ وأغْنَتْ «حَركة بهاكتي» الثّقافيّة في الحِقْبة الّتي زارتْ فيها هذه الأرض؛ وأضْحى لقصائدِها الغنائيّة التّعبُّديّةِ لـ: لورْد كريشنا شَعْبيّةً كبيرةً في شمال الهند.
تنتسبُ ميرا باي إلى إحدى السُّلالاتِ الحاكمة؛ فقد كانت أميرةً من راجبوت (rajput)، والابنةَ الوحيدةَ لراتان سينغ (rattan singh) الأخ الأصْغر لحاكم ميرتا (merta)، كانت ثقافتها الملوكيّة تتضمّنُ الموسيقى واللّاهوت، كما تتضمّنُ دُروسًا في السّياسةِ والحُكْم.
كانَ لصورةِ كريشنا الّتي أهداها لها، في طُفولتِها، أحدُ القِدّيسينَ، أثرٌ بالغٌ في توجّهِها الأُلهانيّ؛ حَيْثُ حرَّكت فيها ولهًا وشغفًا بالـ: لورد كريشنا؛ فصارَ عَشيقَها الإلهيّ. وتماهَتْ مَعَ ذيّاكَ الشّغف طَوال حياتها.
تزوّجت ميرا باي سنة 1516م من بهوج راج (bhoj raj) الأمير ووليّ عهد ميوار (mewar) والّذي توفّيَ سنة 1521م، من جرّاءِ جِراحٍ أصابتْهُ في إحدى الحروب (على أغلبِ الظّنّ).
ومنْ بعدِ ذلكَ أصبحت ميرا ضحيّةً لكثيرٍ من الاضْطهاداتِ والمؤامراتِ على يدِ شقيقِ زوجِها راتان سينغ (rattan singh) حالما اعتلى العرش، وعلى يَدِ خلَفِهِ فيكراميت (vikramit)؛ فاعتبراها خارجةً على الأعرافِ الرّسميّةِ ومتمردّةً على العوائدِ الاجتماعيّةِ؛ وأنّ مُمارساتِها الدّينيّةَ لا تنسجمُ معَ السّلوكِ التّقليديّ لأميرةٍ منْ راجبوت، ولأَرْملةٍ فقَدَتْ زَوْجَها.

## تنسُّكُها وعِرْفانُها
أمضَتْ جُلَّ أيّامِها في معبدِها الخاصّ المكرَّسِ لـ: لورد كريشنا، تَسْتَقبِلُ السّادهوييّن (sadus)، أي الرّجال المُقدّسين، كما تستقبلُ الحُجّاج منْ كلِّ أطرافِ الهند، وتَنْظِمُ التّراتيل التّعبُّديّةِ.
وهي تنْتمي لخَطٍّ تَقْليديٍّ قَويٍّ مُترسِّخٍ مِنْ شُعراءِ البهاكتي؛ أي التَّعبُّديّونَ في الهند القَرْوَسَطِيَّة، الّذينَ عبَّرُوا عنْ عِشْقهِمُ الإلهيِّ باسْتعمالِ مُشابهاتٍ تَنْطبقُ على العَلاقاتِ الإنسانيَّةِ؛ كأمٍّ حِيالَ ولدِها، وكصديقٍ حِيالَ صديقِهِ، أوِ امْرأةٍ حِيالَ محبوبِها.
ميرا باي الّتي كَتبتْ القِسم الأكبرِ منْ أناشيدها بالبراج بهاسا (braj bhasa)، وهي لغة هندية محليَّة، عبّرت عنْ حُبٍّ لا نهائيٍّ لـ: لورد كريشنا، وعن تلاقيها معه في الممرّاتِ الضّيّقة، وكيفَ نَسِيَتْ أنّها ذهبتْ إلى هناكَ لتبيعَ اللّبن، وعنْ آلامِ الفراقِ الّتي عانتها عندما غادرتْ، وعنْ شوقِها له وحنينها إليهِ عندما كانَ ينادِمُها ويغازِلُها. إنّها القصائدُ الشّعبيّةُ الهائلةُ؛ والأناشيدُ الرّشيقةُ الرّقيقةُ؛ المُنْطويةُ على صُورٍ مِنَ الحياةِ اليوميَّةِ، مشحونةً برقَّةِ العواطفِ الّتي يمكنُ فهمُها بسهولةٍ منْ قِبلِ الأشخاصِ العاديّينَ.

## مُحاولةُ قَتْلِها
ولقد جرَتْ محاولتا اعتداءٍ على حياتها؛ جاءتْ على ذِكرهما في قصائِدها. ففي الأُولى أرسلوا لها أفعًى سامّةً في سلّةِ زهورٍ، ولكنْ عندما فتحتِ السَّلة أَلْفَتْ فيها صورة التَّجَلّي الإلهيّ. وفي الأُخرى قدَّموا لها قَدَحًا مِنَ السُّمِّ؛ فشَرِبَتْهُ ولكنَّها لمْ تُصَبْ بأيِّ أذًى.

## اخْتفاؤُها وتلاشيها
في نهايةِ الأمرِ، غادرتِ ميرا باي ميوار وعادَتْ إلى ميرتا، ولكنْ حينَ اكتشفتْ أنَّ سُلوكَها غير التّقليديّ ليسَ مقْبولًا هناكَ أيْضًا؛ انطلقتْ في سلسلةٍ مِنَ الحُجَيجاتِ، إلى أنِ اسْتقرَّتْ في ديواركا (dwerka) سنة 1546م، وكان أوداي سينغ (udai singh)، الّذي خَلَفَ فيكراميت في وراثةِ لقبِ رانا (rana)  أي ملك، قد أرسلَ وَفْدًا مِنَ البراهمانييّنَ ليعودوا بها إلى ميوار، وإذْ ساورها القَلقُ وعدمُ الرّغبة في الامْتثالِ؛ طلبَتْ إذنًا بأنْ تقْضي ليلتها في معبدِ ران شورجي كريشنا (ranchorji krsna) واكْتشفوا في الصّباح التّالي أنّها اخْتفت. وَبحسَبِ الاعْتقادِ الشَّعبيّ؛ فإنّ ميرا باي انْصهَرَتْ وتلاشتْ؛ وتماهَتْ بأُعجوبَةٍ مَعَ صورةِ رانشورجي. ولكنِ التّساؤل ما إذا كانَتْ قَدْ تلاشتْ فِعْلًا تلكَ اللّيْلة، أو أنّها تسلّلَتْ هاربةً لتقضي حياتها متخفّية، غيْرَ أنّ الجواب عنْ هذا ممّا لا يقْطعُ بهِ أحد.

## قصائد لها

### نُشّابَــةٌ[6]-[7]The Arrow
| أطلقَ مُرشدي نُشّابَةً، فاخترقت عابرةً على طُول المَدَى الدّاهر والآنَ؛ غَيْبَتُها أمْسَتْ حُرْقةً في قلبي.. غائرةً في ذا الجسدِ الخائر توقّفَ العقلُ عنِ الهَيَمانِ، فالحُبُّ يضمُّهُ بشدّة؛ الآنَ أنا في القيد القاهر منْ ذا الّذي يعلمُ ما ألَمَّ بي.. غيْرُه؟ بلا حوْلٍ، متواصلة النَّحيب.. أصدقائي! خبّروني؛ ما الَّذي يُمكنُني فعلُه؟ تقولُ ميرا لِمَلِيكِها: تكرَّمْ عليَّ بحضورِك المُحايث.. أو أطفئ الشُّعلة |  | .My teacher shot an arrow, it passed all the way through Now its absence burns in my heart, In my .restless body My mind no longer wanders-love holds it hard. Now I'm .chained ?Who knows my pain, except him ?Helpless, unstoppable crying. Friends, tell me-what more can I do Mira says to her Lord: give me your presence or death |

### النّحْلةُ ميرا[6]-[7]Mira The Bee
| آهٍ يا أصدقائي، ما الْيُمْكِنُكُم إخباري عنِ العشق؛ ذاكَ الّذي أرْوِقتُهُ مُمْتلئةٌ بالغربةِ الغريبة؟ عندما تُعْرِبُ عن حبّك تحتَ أقدامِ المُعَظَّم مع طيِّ الخَطوةِ الأولى؛ جسمك سيُحَطِّم! ثُمَّ كُنْ مُستعدًّا؛ لمَنْحِ رأسك كمَقْعَدٍ له مُكَرَّم كُنْ مُسْتَعِدًّا؛ لتَحُوم حول شُعلتِهِ؛ كفراشةٍ استسلمتْ لنورهِ المُبَهْرَم أُسْكُنْ في ذيّالِكَ الظَّبي المبرقع؛ اليعدو مُلبّيًا نداءَ صائده المُعلَّم وأقِمْ في المَوْقدِ الّذي يَلْتَهِمُ الفحمَ المُتَّقِدَ بعشق ذاك القمر المُعَمَّم أذْعِنْ كسَمَكةٍ، تُحْتَضَرُ بنشوةٍ؛ وهي المُغْتَرِبةُ عنِ البحرِ الغطَمْطَم وكنحلةٍ مطوّقةٍ مدى الحياةِ في تلافيفِ زهرة الرّوْض المُخيَّم ميرا وهبَتْ نفسَها لِمَلِيكِها مُرَنِّمَةً: زهرةُ لوتُسَ واحدةٌ سوْفَ تَلْتَهِمُكَ بالكامل |  | ,O my friends ,What can you tell me of Love ?Whose pathways are filled with strangeness ,When you offer the Great One your love .At the first step your body is crushed .Next be ready to offer your head as his seat Be ready to orbit his lamp like a moth giving in to the ,light To live in the deer as she runs toward the hunter's call In the partridge that swallows hot coals for love of the moon In the fish that, kept from the sea, happily dies Like a bee trapped for life in the closing of the sweet flower .Mira has offered herself to her Lord .She says, the single Lotus will swallow you whole |

## قصائد عنها

### المُعَلّمكمال جنبلاط
وَلِلْمُعلِّم كمال جُنْبلاط قَصيدة "ميرا”؛ كَتَبَها بالفَرَنْسِيّةِ، مُومِيًا فيها إلى هَذِهِ النّاسِكة الأُلْهانِيّةِ؛ إثْرَ عَوْدتِهِ مِنْ جَوْلَةٍ تأمُّليَّةٍ رُوحيّةٍ في الهِنْد؛ اِسْتَغْرَقَتْ أكثرَ مِنْ شَهْرينِ. نَنْقُلُها مِنَ الفَرَنْسيّة إلى العربيّةِ؛ بِتَرْجَمَةٍ حَديثَةٍ للشّيخ عبد الرّحمن الحلو بإزاءِ تَرْجمةِ كلٍّ مِنَ الأسْتاذ فَيْصل الأطرش والأسْتاذَيْنِ خَليل أحْمَد خَليل ونُهاد أبو عيّاش.
وَلِمزيدٍ مِنَ الدِّقَّةِ في التَّرْجمَة؛ نَضَعُ النَّصَّ الفَرَنْسيَّ لِلمُعلِّم كمال جُنْبلاط مُقابلَ هَذِهِ التَّرْجمة، مَعَ التَّنْويهِ عَلى أنَّ التَّرْجَمَة عِنْدَ الحُلو هِي أنْ نقُولَ الشَّيْءَ نَفْسَهُ بِالكاد؛ جَرْيًا على مَقُولَةِ أُومبرتو إكو في التَّرْجَمَةِ.

#### ميرا[11]-[8]Mira
| جَميلةٌ؛ كَعْذراءِ كُلِّ الأَزْمنةِ؛ فَتيَّةْ خميلةٌ؛ كرَشَحاتِ النَّدَى السَّماوِيِّ؛ نَقِيّةْ في غَمْرَةِ النُّورِ.. تَضُوعُ بالبَخُـور؛ نَجِيَّةْ أُنْشُودَةُ الأُغْنِيَةِ.. مِنْ ثَغْرِ طِفْلِ الأَبَدِيَّةْ شَعْرُها اللَّاهِبُ؛ كتَسْرِيحَةٍ اجْتالَتْ شُهُبَ السَّماءْ نَظَراتُها الثّاقِبةُ؛ كَمِثْلِ رُؤَى الأَنْبِياءْ تُراقِصُ الحَياةَ؛ كَكَما تَتَراقَصُ في أَوْجِها العَنْقاءْ هائِمةٌ.. كفراشَةٍ مُنْخَطِفَةٍ بشَدْوِها الضِّياءْ هاجِمَةٌ نَحْوَ وسِيطِ بَسِيطِ حَقِيقَةِ الكُلِّيّاتْ وَلَّى عَصْرُ الحُوتِ.. وها هُو عَهْدُ الدَّلْوِ آتْ أشَدُّ بريقًا مِنَ التِّبْرِ؛ يأتَلِقُ فوْقَ مِنَصَّةِ التَّوَهُّجاتْ الإكْسِيرُ الأوْحَدُ.. كِيمْياءُ جَمِيعِ عناصِرِ المُرَكَّباتْ ما المَوْجَةُ، لا؛ إلّا مَحْضُ مَظْهَرٍ لِلْماءْ واللَّهَبُ ما هُو؟ إنَّهُ شَرَرُ نِيرانِ العَلْياءْ إنَّها الهَيُولَى الاُوْلَى؛ حَيْثُ خاطرةُ البَداءْ غاصَتْ؛ فتَشبَّعَتْ بِطاقَوِيَّةِ المَظاهِرِ.. بلا انْتِهاءْ الكُلُّ واحِدٌ.. والوَعْيُ في الكُلِّ أوْحَدُ فَريدْ بْرَهْمانْ هُوَ الحَقُّ المُطْلَقْ.. وَهْوَ أنايَ التَّلِيدْ ما المادَّةُ.. ما الرّوحُ.. سِوى قَميصِهِ الزَّهيدْ وَإفْصاحُ الرَّغْبةِ بادٍ.. في مَباهِجِ الفَرَحِ العَتِيدْ المُنْفَرِدُ بِذاتِهِ؛ لا يُمْكِنُ أنْ يَشْقَى في الصَّمِيمْ يُمْعِنُ في اللُّعْبَةِ.. ولا لَها عَلَيْهِ أيُّ تأثيرٍ وَخِيمْ فالمُتحَرِّرُ .. ليسَ لَدَيْهِ أيُّ إشكالٍ ظَلِيمْ لا خريفَ عِنْدَهُ.. لا شِتاءَ.. ولا الصّيفُ الحَمِيمْ السَّعادةُ المُتأبِّدةُ.. تَتَجاوَزُ المادَّةَ المَواتْ وَضَّاءَةُ رُوحِ الأُولَى شَبِعوا؛ بلا طُعُماتْ لَيْسَ للحَكِيمِ رغائِبُ.. لا، ولا لهُ أفْكارٌ؛ بَلْهَ صَلواتْ هُوَ مِنَ السَّرْمَديّ .. وسَرْمَديّته: لا لها بَدْءٌ؛ بَلْهَ نِهاياتْ جَذِلًا أَتَلَمْلَمُ عِنْدَ أَقْدامِ المِرآةِ العُظْمَى فَهِيَ الظَّبْيَةُ الحَوْراءُ؛ تَتَفَتَّنُ بنُضْرَتِها النُّعْمَى وَهِيَ مِنَ الهَوَى.. ذاكَ الحَنانُ الرَّيِّقُ الأَلْمَى وفي انْعِكاسِها الفَهْوانِيِّ.. يَتَفَتَّحُ "المُرْشِدُ" كَزَهْرَةِ لوتُسٍ في لَيْلَةٍ ظَلْما مَغْبوطٌ! شْرِي شانْكارا؛ قَدَماكَ هُما ذَيَّالِكَ التّاجْ يُلَمْلِمُ، بالمَجْدِ الأَثِيلِ، عالَمَ الأَمَلِ اللَّجاجْ وأنْتَ، ما أنتَ؟ تُدمِّرُ الأَشْياءَ بِطَرْفِكَ الرَّهيبِ الثَّجَّاجْ شِيڤا! شِيڤا! شِيڤا! وَرَمادُ حَقيقَتِكَ صَهرَتْ.. كُلَّ مَرايانا؛ بتَماهٍ وامْتِزاجْ |  | .Elle est aussi belle que la Vierge d'antan .Elle est aussi pure que la rosée du Ciel Suave en sa Lumière, douce comme l'Encens .La Chanson égrenée de l'Enfant Eternel ,Sa chevelure en feu balayait les comètes .ses yeux droits sont pareils au Regard des Prophètes ,Elle jouait de la vie tel le Phénix danse .Comme sur la flamme, le Papillon en transe .Voilà que du Réel elle prend le Ciel d'assaut !Fini l'âge des Poissons, c'est l'ère du Verseau Elle n'est plus que d'or dans le Jeu des dorures .Essence Unique de toutes les Structures De l'Eau, la vague n'est qu'Apparence pure .La Flamme est le substrat de tous les Feux du ciel est l'Atome Premier où prit immature .Lève dans l'Énergie toute Forme pérenne ,Tout est UN et de Tout la Conscience est Unique .Le vrai seul est Brahman, et Brahman est le Moi La Matière et l'Esprit ne sont que sa Tunique .L'expression du désir en ses formes de Joie L'UN ne peut pas souffrir au Centre du soi-même ,ll contemple le jeu sans en être affecté ,Et pour le Libéré il n'est point de problèmes .Il n'est point d'automne, ni d'hiver, ni d'été ,L'Immuable Bonheur traverse la Matière .Illuminant l'Esprit de ceux qui n'ont plus faim ,Le Sage n'a désirs, pensées ou prières .Il est de l'Éternel, l'Eternité sans fin ,Joyeux je me blottis aux pieds du Grand Miroir C'est ma Biche aux Grands Yeux ravie en sa Jeunesse Elle est de l'Amour la Supreme Tendresse .En Elle son Guru s'ouvre en Lotus du Soir .Heureux Shri Shankara! Tes pieds, ce Diadème .Recouvrent de splendeur le Monde de l'Espoir ,Tu détruis les choses de ton Regard Suprême !Shiva! Shiva! Shiva !Et la cendre du vrai a brûlé nos miroirs |

## روابط خارجية
- ميرا باي على موقع الموسوعة البريطانية (الإنجليزية)
- ميرا باي على موقع ميوزك برينز (الإنجليزية)
- ميرا باي على موقع ديسكوغز (الإنجليزية)